# Radiodervish
Radiodervish (Рейдіоде́рвіш) — італійський гурт, що виконує музику в стилі world music. Колектив утворився 1997 року в місті Барі на основі гурту Al Darawish. Основними учасниками гурту є вихідці з Палестини Набіл Саламег та Мікеле Лобаккаро. Свої пісні музиканти виконують арабською та італійською мовами.

## Учасники
Теперішні
- Набіл Саламег — спів
- Мікеле Лобаккаро — бас-гітара
- Алессандро Піпіно — клавішні
- Давіде Вітербо — віолончель
- Ріккардо Лаґана — перкусія

Колишні
- Аніла Бодіні — скрипка та альт
- Ріта Паґліоніко — скрипка
- Джованна Буккарелла — віолончель
- Антоніо Марра — ударні

## Дискографія
- 1998 — Lingua contro lingua
- 2001 — In acustico
- 2002 — Centro del Mundo
- 2004 — In search of Simurgh
- 2006 — Amara terra mia
- 2007 — L'immagine di te
- 2009 — Beyond the sea
- 2010 — Bandervish

### Як Al Darawish
- 1993 — Al Darawish
- 1996 — Radio Dervish